# Dolichognatha sumatrana
Espèce
Dolichognatha sumatrana est une espèce d'araignées aranéomorphes de la famille des Tetragnathidae.

## Répartition
Cette espèce est endémique du Sumatra en Indonésie. Elle se rencontre vers Ketambe.

## Description
Le mâle holotype mesure 5,65 mm et la femelle paratype 7,7 mm.

## Systématique et taxinomie
Cette espèce a été décrite par Fomichev et Omelko en 2025.

## Étymologie
Son nom d'espèce lui a été donné en référence au lieu de sa découverte, Sumatra.

## Publication originale
- Fomichev & Omelko, 2025 : « A new six-eyed species of Dolichognatha O. Pickard-Cambridge, 1869 (Araneae: Tetragnathidae) from Southeast Asia. » Far Eastern Entomologist, no 517, p. 1-8.